# Patricia Conte
Patricia Conte (19 de febrero de 1971) es una deportista argentina que compitió en remo. Ganó dos medallas en el Campeonato Mundial de Remo, plata en 1998 y bronce en 2001.

## Palmarés internacional
| Campeonato Mundial | Campeonato Mundial | Campeonato Mundial | Campeonato Mundial     |
| Año                | Lugar              | Medalla            | Prueba                 |
| ------------------ | ------------------ | ------------------ | ---------------------- |
| 1998               | Colonia (Alemania) | Medalla de plata   | Dos sin timonel ligero |
| 2001               | Lucerna (Suiza)    | Medalla de bronce  | Dos sin timonel ligero |